# Bruno Bouscary
Bruno Bouscary, né le 16 février 1955, est un pilote de rallye français.

## Biographie
Vainqueur de trois épreuves du Championnat de France des rallyes de D2 en 1984, la 2e édition du Rallye du Touquet, le Rallye des Monts Dôme, et la Ronde de la Giraglia, le tout avec Pierre Guérin sur  Renault 5 Alpine Turbo, son meilleur résultat hors des frontières est acquis durant cette même année au rallye Andorre-Lloret, avec une cinquième place en compagnie de Manuel Gouvea sur une Volkswagen Golf GTi.
En WRC, il termine 1er du Groupe A durant le Tour de Corse 1982, sur VW GTi.
Il finit aussi en tête du Groupe 2 du Tour de France automobile et du Rallye d'Antibes l'année suivante, sur R5 Alpine Turbo.
Après une interruption de 20 ans, il participe sporadiquement au rallye de la montagne Noire en 2005 (vainqueur en classe GT sur Hommel Berlinette RS 2), et au Critérium des Cévennes en 2005 et 2006.

## Palmarès

### Titre
- Champion de France de deuxième division des rallyes: 1984 sur R5 Alpine Turbo, copilote Pierre-Bernard Guérin (et 10e du championnat D1 en 1982) (vainqueur du Rallye du Forez, ..).